# Fraser Lake, British Columbia
Fraser Lake är en sjö i Kanada.   Den ligger i provinsen British Columbia, i den centrala delen av landet, 3 600 km väster om huvudstaden Ottawa. Fraser Lake ligger 666 meter över havet. Arean är 55 kvadratkilometer. Den sträcker sig 6,4 kilometer i nord-sydlig riktning, och 19,7 kilometer i öst-västlig riktning.
Runt Fraser Lake är det glesbefolkat, med 8 invånare per kvadratkilometer.